# Leongino Unzain
Leongino Unzain Taboada in alcune fonti citato come Leongino Unzaim (Guarambaré, 16 maggio 1925 – Madrid, 23 marzo 1990) è stato un calciatore e allenatore di calcio paraguaiano, di ruolo attaccante.

## Carriera
Con la Nazionale di calcio del Paraguay ha partecipato al campionato del mondo 1950.